# Chiesa di Santa Maria Assunta (Sori)
La chiesa di Santa Maria Assunta è un luogo di culto cattolico situato nella frazione di Canepa, in via Canepa, nel comune di Sori, nella città metropolitana di Genova. La chiesa è sede della parrocchia omonima del vicariato di Bogliasco-Pieve-Sori dell'arcidiocesi di Genova.

## Storia e descrizione

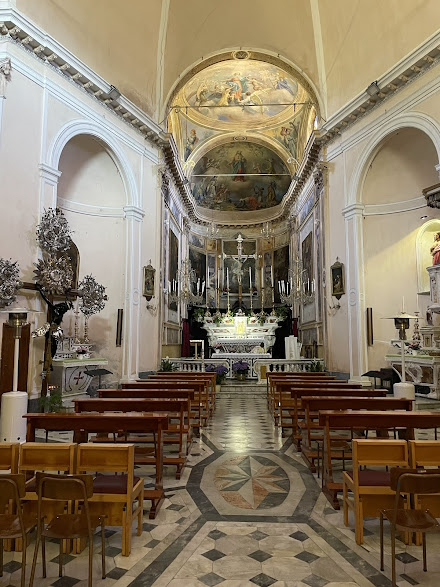
La navata centrale

La chiesa, secondo un registro arcivescovile, è menzionata per la prima volta nel 1143 come "cappella di Santa Maria de Canava". Un successivo atto - datato al 19 novembre 1240 - testimonia le spese che il rettore di Canepa, l'arciprete di San Michele Arcangelo di Sori, il rettore di Capreno e il rettore di Busonengo sono chiamati a dar garanzia verso l'arcivescovo di Genova; tali spese furono stanziate dal clero genovese per la spedizione contro l'imperatore Federico II di Svevia in lotta con il pontefice Gregorio IX.
La comunità religiosa di Canepa, già costituita in parrocchia secondo alcuni testi dell'epoca, divenne nel 1311 suffraganea della pieve di San Michele Arcangelo di Sori. Durante la visita apostolica di monsignor Francesco Bossi, nel 1582, egli trova la parrocchia aggregata alla comunità di san Pietro della frazione di Capreno; secondo altre fonti si verificò invece il contrario, ossia fu la parrocchia di Capreno ad essere unita a quella di Canepa.
Fu il cardinale Orazio Spinola che rese Canepa il 21 luglio - o il 31 luglio secondo altre fonti - del 1603 parrocchia indipendente e benedicendo la consacrazione della chiesa. Secondo un atto notarile del 1º ottobre 1638 il rettore don Angelo Maria Mezano ricevette la donazione di 200 lire per l'ampliamento del coro; la somma fu donata dal Vicario generale Agostino Marliani.
Il primo e notevole ampliamento si attuò nel 1725, mentre un completo rifacimento dell'edificio venne effettuato tra il 1882 e il 1883. L'altare maggiore in marmo, intitolato alla Madonna del Soccorso, fu costruito nel 1825. Nei pressi del territorio parrocchiale rimangono ancora oggi i ruderi dell'antico ospizio o ospedale di San Giacono di Pozolo, con relativa chiesetta, edifici risalenti al XIII secolo.